# Jackpot
 For alternative betydninger, se Jackpot (flertydig). (Se også artikler, som begynder med Jackpot)
Jackpot er en betegnelse for en stor gevinst i for eksempel lotto. Det kan dog også være store gevinster, som spilleren vinder på eksempelvis et kasino, hvilket kan foregår både på landbaserede kasioner og på online kasioner. En af de mest sagnsomspundne jackpotmaskiner er automaten Lion's Share i casinoet MGM Grand i Las Vegas, som i 20 år ikke afgav nogen jackpotgevinst. Maskinen havde mange følgere, som kom tilbage igen og igen for at prøve deres held. Nogle spillede på maskinen på bestemte måder, imens andre prøvede at tale sødt til maskinen for at lokke jackpotten ud af den  Den 24. august blev den store jackpot endelig vundet af et amerikansk par fra New Hampshire. De havde kun spillet i knap fem minutter, før at jackpotten blev udløst. Gevinsten lød på $2.4 million (15,24 mio. kr.)

## Jackpots fra online kasinoer
Oftest er jackpots fra online kasioner progressive. Dette betyder, at størrelsen på jackpotpuljen gradvist øges, jo flere spillere som laver en indsats. På den måde kan disse jackpotpuljer sagtens komme op i millionklassen.

## Online jackpotgevinster
- 14,2 mio kr.: En spiller fra Odense blev mange millionær på online spillemaskinen Loot 'En Khamun.[4]

- 11.126.200 kr: En spiller fra Kastrup vandt lidt over en million kroner på online spillemaskinen Gunslinger. [5]

- 938.000 kr: En spiller fra Taastrup vandt jackpotten på en online spillemaskine.[6]